# Андреева, Нина Александровна
Ни́на Алекса́ндровна Андре́ева (12 октября 1938, Ленинград — 24 июля 2020, Санкт-Петербург) — советский и российский политический деятель, публицист, в советское время преподаватель ВУЗа, химик. Приобрела широкую известность как автор статьи «Не могу поступаться принципами», опубликованной в газете «Советская Россия» 13 марта 1988 года, и официально объявленной затем «манифестом антиперестроечных сил» (на тот момент Н. А. Андреева являлась преподавателем Ленинградского технологического института). С 1991 года лидер легально не зарегистрированной Всесоюзной коммунистической партии большевиков (ВКПБ).
Член КПСС с 1966 года (исключалась, восстановлена в 1981 году).
Кандидат технических наук (1969), более 15 лет проработала в Ленинградском технологическом институте (1972—1988).

## Биография
Отец, рабочий порта, погиб на фронте Великой Отечественной войны. Воспитывалась матерью, работавшей слесарем на Кировском заводе. Во время войны также потеряла старшего брата и сестру. Школу окончила с золотой медалью. При поступлении в вуз остановила свой выбор на Ленинградском технологическом институте и профессии химика — из-за высокой стипендии, важной для неё по причине стеснённых материальных условий жизни, специализировалась по кафедре спецкерамики, получила диплом с отличием (выпускница 1961 г., инженер-технолог, химик). Являлась секретарем комсомольской организации курса. Окончила заочную аспирантуру и в 1969 г. защитила диссертацию «Исследование диссоциативного испарения и спекания двуокиси циркония в вакууме» — на соискание учёной степени кандидата технических наук, которую получила.
В 1961—1965 годах — инженер, в 1965—1969 гг. старший инженер, в 1969—1972 гг. руководитель научно-производственной группы в Научно-исследовательском институте кварцевого стекла.
В 1966 году вступила в КПСС.
С 1972 года ассистент, с января 1988 года старший преподаватель кафедры физической химии альма-матер, являлась членом партбюро института, заместителем секретаря партбюро факультета. С подачи руководства института была исключена из партии и уволена с работы, однако в марте 1981 года восстановлена по результатам проверки КПК при ЦК КПСС. Сама она в 1989 году рассказывала об этом так: «В 1979 г. я, будучи членом группы партконтроля, вскрыла в институте ряд недостатков, связанных с жульничеством и коррупцией. Я тогда написала об этом несколько писем в ЦК за подписью „химик-технолог“. В результате меня выгнали с работы и из партии. Намекали на мое психическое нездоровье, что часто делали в те годы с людьми, обладавшими независимой позицией. Но в КПК с меня сняли все обвинения».
Как вспоминал главный редактор газеты «Советская Россия» Валентин Чикин, постаравшийся разузнать о ней перед публикацией её известной статьи, ей «в ректорате дали самую хорошую характеристику». Преподавала она с 1972 года по 1991 год (фактически до 1989 года).
13 марта 1988 года в газете «Советская Россия» опубликовали её письмо «Не могу поступаться принципами». Спустя три недели оно было дезавуировано газетой «Правда» от 5 апреля в редакционной статье «Принципы перестройки: революционность мышления и действия». А. Г. Рудалёв отмечал: «Она всего лишь посмела написать: „…Вместе со всеми советскими людьми я разделяю гнев и негодование по поводу массовых репрессий, имевших место в 30—40-х годах по вине тогдашнего партийно-государственного руководства. Но здравый смысл решительно протестует против одноцветной окраски противоречивых событий, начавшей ныне преобладать в некоторых органах печати“. Но её „письмо“ заклеймили как „вылазку сталинистов“».
Из-за развернувшейся против неё травли Андреева была вынуждена отказаться от работы в институте, а её супруг пережил два инфаркта.
В мае 1989 года Нина Андреева вместе с супругом создала Всесоюзное общество «Единство — за ленинизм и коммунистические идеалы», тогда же стала председателем его Координационного совета, а с октября 1990 года — Политисполкома. В конце 1989 года высказывалась о руководимой ею организации: «Мы будем в своей деятельности таким образом решать все вопросы, чтобы в дальнейшем страна развивалась как социалистическая держава». С июля 1991 года возглавляла Большевистскую платформу в КПСС, в ноябре 1991 года — Организационный комитет по созыву XXIX Чрезвычайного съезда КПСС (намечался на осень 1991 г.). Вспоминала, что на Всесоюзной конференции Большевистской платформы в КПСС летом 1991 г. приняли решение о «привлечении М. Горбачёва и его окружения к партийной ответственности за развал КПСС, Советского государства, за предательство дела Ленина, Октября, международного коммунистического и рабочего движения».
С 8 ноября 1991 года — генеральный секретарь созданной на основе «Единства» новой политической организации «Всесоюзной коммунистической партии большевиков» (ВКПБ), ставившей своей целью «возрождение большевизма, революционного марксистского направления, созданного и выпестованного В. И. Лениным и И. В. Сталиным». Как отмечала сама Андреева: «Я никогда не ставила перед собой цель прийти к власти». С начала 1990-х также пенсионерка.
6 октября 1992 года Нина Андреева выступила перед преподавателями, научными сотрудниками и студентами Университета имени Ким Ир Сена в Пхеньяне (КНДР) с лекцией «Дело социализма непобедимо».
В 2014 году поддержала аннексию Крыма Россией и войну в Донбассе. Весной 2020 года призывала бойкотировать голосование по поправкам в Конституцию РФ.
Умерла 24 июля 2020 года после тяжёлой болезни. Прощание прошло 31 июля в городском крематории Санкт-Петербурга. После тело было кремировано, прах в деревянной урне был захоронен 2 августа на Старом Городском кладбище в г. Петергоф рядом с захоронением мужа.

## Семья
Муж — Клушин, Владимир Иванович (1926—1996), доктор философских наук, преподавал в высшей партийной школе в Праге, а также в одном с Андреевой вузе. Дочь и внук.

## Сочинения
Книги
- «Клевета на социализм недопустима» (1992)
- Андреева Н. А. Дело социализма непобедимо: (Выступление перед преподавателями, науч. сотр. и студентами Ун-та им. Ким Ир Сена 6 окт. 1992 г.). — Пхеньян: Изд-во лит. на иностр. яз., 1992. — 22 с.
- Андреева Н. А. Неподаренные принципы, или Краткий курс истории перестройки : (Избр. ст., выступления) / Сост. сб., авт. примеч., предисл. и послесл. Белицкий А. И.. — Саранск: Б. и., 1993. — 368 с.
- За большевизм в коммунистическом движении. Избранные статьи и выступления Генерального секретаря ЦК ВКПБ Андреевой Н. А. — 2002.
- Андреева Н. А. Будущее за социализмом : сборник статей, докладов и выступлений Генерального секретаря ЦК ВКПБ Н. А. Андреевой и документов ЦК ВКПБ. 2002—2018. — 3-е изд.. — Л.: ЦК ВКПБ, 2018. — 787 с. — 700 экз. — ISBN 978-5-600-02043-6.

Статьи
- Андреева Н. А. Не могу поступаться принципами // Советская Россия. — 13.03.1988. — С. 2. (копия)